# Tawangsari (Semarang Barat)
Tawangsari is een bestuurslaag in het regentschap Semarang van de provincie Midden-Java, Indonesië. Tawangsari telt 7753 inwoners (volkstelling 2010).